# Begraafplaats van Hasselt (Kruisveld)
De Begraafplaats van Hasselt (Kruisveld) is een gemeentelijke begraafplaats in de Belgische stad Hasselt. De begraafplaats ligt aan de Kerkhofstraat op ruim 1 kilometer ten zuidwesten van het stadscentrum (Markt). 
In 1929 werd een nieuwe begraafplaats ingericht in het zuidelijke stadsdeel dat gekend was als het Kruisveld omdat vanaf 1930 op de oude begraafplaats geen nieuwe bijzettingen meer werden toegelaten. 
In 2012 werd een nieuw gedeelte, gelegen tussen de Teschlaan en het crematorium, in gebruik genomen dat werd ingericht als strooibos. Hier kan met de as van de gecremeerde doden onder de aangeplante bomen uitstrooien.
Op de begraafplaats staan enkele gedenktekens voor de Hasselaars die tijdens de Eerste en Tweede Wereldoorlog en de Koreaanse oorlog als soldaat, weggevoerde of als politieke gevangene stierven. 

## Belgische oorlogsgraven

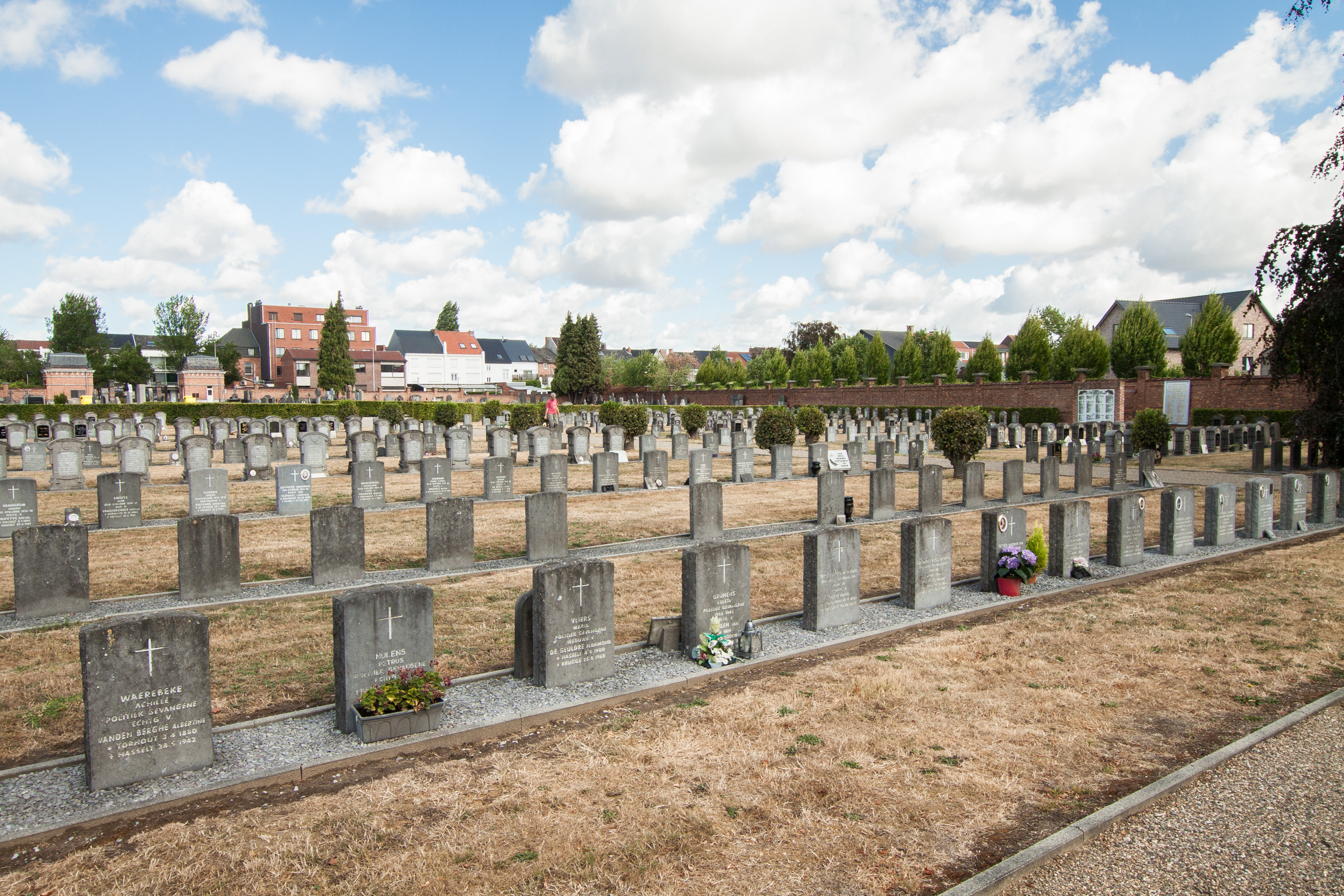
Belgische graven

Verspreid over de begraafplaats liggen enkele perken met een paar honderd graven van Belgische gesneuvelden, oud-strijders, weggevoerde werkweigeraars en politieke gevangenen.

## Britse oorlogsgraven
Ongeveer centraal op de begraafplaats ligt een perk met 50 Britse gesneuvelde militairen uit de Tweede Wereldoorlog. Alle slachtoffers vielen tussen september 1944 en april 1945. Daarbij zijn 11 bemanningsleden van twee neergestorte bommenwerpers van de Royal Air Force en de Royal Canadian Air Force.
De graven worden onderhouden door de Commonwealth War Graves Commission en staan er geregistreerd onder Hasselt (Kruisveld) Communal Cemetery
- Jack Ormsby Stewart, officier bij de Royal Canadian Air Force werd onderscheiden met het Distinguished Flying Cross (DFC).